# دویرالاکراد
دویر الاکراد (به عربی: دویر الأکراد) یک روستا در سوریه است که در ناحیه زیاره واقع شده‌است. دویر الاکراد ۸۱۴ نفر جمعیت دارد.